# Aelig
Aelig, aussi écrit Aélig ou Aëlig, est un prénom épicène (mixte) d'origine bretonne, qui signifie petit ange. Il est fêté le 5 mai en même temps que les Ange et les Judith. Ael signifie ange. 

## Personnalités portant ce prénom
- Pour l'ensemble des articles sur les personnes portant ce prénom, consulter :
  - la liste des articles dont le titre commence par ce prénom
  - les listes produites par Wikidata : Liste des personnes de prénom « Aelig » — même liste en incluant les éventuels prénoms composés qui contiennent « Aelig ».

## Variantes
- Ael
- Gaël